# Piesocorynus elongatus
Piesocorynus elongatus (лат.) — ископаемый вид жесткокрылых насекомых рода Piesocorynus из семейства ложнослоники (Anthribidae). Обнаружены в миоценовом мексиканском янтаре (Chiapas Highlands, Simojovel area, Chiapas, Мексика, Северная Америка). Возраст от 15,97 до 23,03 млн лет.

## Описание
Длина тела 4,1 мм, длина рострума 1,1 мм (он равен 0,7 длины пронотума). Тело коричневое, с мелкими щетинками на надкрыльях. Вид был впервые описан в 2016 году американским палеоэнтомологом Джорджем Пойнаром (George Poinar Jr; Department of Integrative Biology, Oregon State University, Корваллис, Орегон, США) и российским колеоптерологом Андреем Легаловым (Институт систематики и экологии животных СО РАН, Новосибирск, Россия).